# Mein iPhone suchen
Mein iPhone suchen ist ein Ortungsdienst des US-amerikanischen Unternehmens Apple. Diese App ermöglichte Benutzern, ihre Geräte von Apple zu orten und zu finden.
Dies erfolgte über die bereits integrierte App auf mobilen Geräten sowie auf dem Mac. Die Ortung über den Browser war ebenfalls via iCloud.com möglich.
Der Dienst „Mein iPhone suchen“ wurde mit dem Softwareupdate iOS 13 durch den neuen Dienst „Wo ist?“ ersetzt. Auf älteren Geräten, wo iOS 13 nicht unterstützt wird, wird weiterhin „Mein iPhone suchen“ verwendet.
Damit die App funktioniert, müssen sowohl das Ortungsgerät als auch das zu ortende Gerät unterstützte Geräte sein, auf denen die Mein-iPhone-suchen-App installiert ist, die Ortungsdienste aktiviert sind, und beide mit derselben Apple-ID verbunden sind.

## Funktionen
Mit „Mein iPhone suchen“ konnten Nutzer ihre iOS-Geräte entweder über die iOS-App oder über iCloud auf einem Computer orten. Neben der Ortung eines Geräts bot der Dienst drei weitere Optionen an:
- Ton abspielen – lässt das Gerät einen Ton mit maximaler Lautstärke abspielen, der auf dem Bildschirm blinkt, auch wenn er stummgeschaltet ist. Diese Funktion ist nützlich, wenn das Gerät verlegt wurde, und entspricht dem Auffinden eines verlegten Telefons, indem man es mit einem anderen Telefon anruft.
- Modus „Verloren“ (iOS 6 oder höher) – kennzeichnet das Gerät als verloren oder gestohlen und ermöglicht es dem Benutzer, es mit einem Passcode zu sperren. Wenn es sich bei dem Gerät um ein iPhone handelt und jemand das Gerät findet, kann er den Benutzer direkt auf dem Gerät anrufen.
- iPhone löschen – löscht alle Inhalte und Einstellungen vollständig. Dies ist nützlich, wenn das Gerät sensible Informationen enthält, aber das Gerät  nach dieser Aktion nicht mehr gefunden werden kann. Ab iOS 7 oder höher kann nach Abschluss des Löschvorgangs die Meldung weiterhin angezeigt werden und das Gerät wird aktiviert. Dies erschwert es jemandem, das Gerät zu benutzen oder zu verkaufen. Um die Funktion „Mein iPhone suchen“ zu deaktivieren, sich bei iCloud abzumelden, das Gerät zu löschen oder ein Gerät nach einer Fernlöschung zu reaktivieren, ist ein Apple ID-Kennwort erforderlich.

Mit dem Update auf iOS 6 wurde die Möglichkeit hinzugefügt, den Batteriestand des Geräts zu überprüfen.